# Zoo di Shanghai

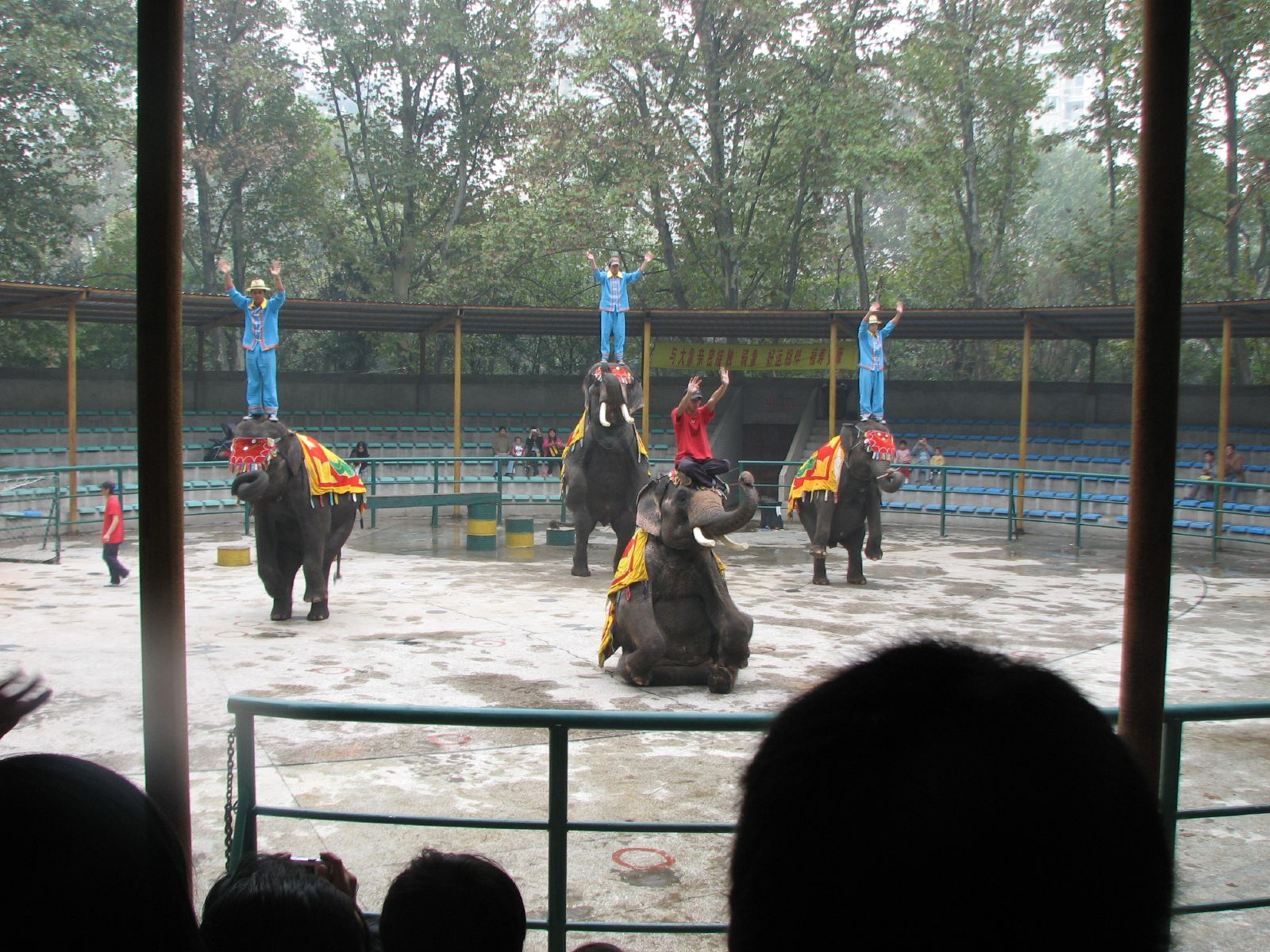
Spettacolo con elefanti asiatici allo zoo di Shanghai.

Lo zoo di Shanghai è un giardino zoologico situato a Shanghai, in Cina, fondato il 25 maggio 1954.

## Descrizione
Su una superficie di 74 ettari, lo zoo di Shanghai ospita più di 400 specie diverse, tra cui il panda e varie sottospecie di tigre, in particolare la tigre della Cina meridionale, quella più gravemente minacciata. Grazie a continui miglioramenti, lo zoo di Shanghai è divenuto una struttura all'avanguardia, dotata di recinti molto grandi.